# Јахта
Јахта (изведено од енглеске речи yaht, потиче од холандске речи jacht - "лов") је мање или веће пловило које служи за рекреацију, спорт и наутички туризам. Оригиналну дефиницију јахте је дала холандска морнарица која се служила малим и брзим пловилима како би спречила пиратство у својим водама.

## Врсте јахти
Јахте се преме изгледу, начину пловидбе и величини деле на неколико врста.
Једна од најпопуларнијих врста јахти су једрилице свих величина и облика. Сам назив говори да ова врста јахти као погон користи једра причвршћена на јарболе, која када су подигнута и затегнута под налетом ветра дају погон овом пловилу. Једрилице осим овог погона најчешће имају и моторни погон. Једрилице се разликују по облику па тако постоје једнотрупне једрилице, катамарани, тримарани итд. Израђене су од пластике, дрвета или метала, дужина им варира од 6 па до 30 метара.
Друга јако популарна врста јахти је моторна јахта која као погон користи искључиво снагу својих мотора. Ове јахте су као и једрилице изграђене од метала, пластике и дрвета, а дужина им варира од 9 па чак до преко 100 метара (мегајахте).

## Једрилице
- једрилице за једнодневна крстарења (мање од 6 метара дужине, најчешће имају кобилицу која се увлачи, могу имати импровизовану полукабину)
- једрилице за викенд крстарења (8 - 9.5 метара, за кратка путовања, једноставне кабине, за 2 - 5 особа)
- једрилице за крстарења (7 - 14 метара, најчешће у приватном власништву, могу имати једноставан или комплексан дизајн, веће и простране кабине, за пловидбу од 5 - 10 дана)
- луксузне једрилице (дужине 25 - 50 и више метара, врло луксузна и софистицирана пловила, цена изградње опада због масовне производње и употребе нових материјала за изградњу нпр. стаклопластика - композитни материјали[3])

## Моторне јахте
- моторне јахте за једнодневне излете (без кабине, нискобуџетне)
- моторне јахте за викенд излете (једна или две кабине са основном опремом)
- моторне јахте за крстарење (више од 5 кабина, могућност вишедневног крстарења)
- моторне јахте за спортски риболов
- луксузне моторне јахте[4] (углавном веће од 30 метара, луксузно опремљене те најчешће служе у наутичком туризму)

## Опрема
Готово све јахте су опремљене најсавременијим средствима за навигацију без којих би пловидба била готово незамислива. У опрему тако спадају компас, сателитски систем за позиционирање, радар итд.
У обавезну опрему спадају чамци за спасавање који су опремљени средствима за преживљавање на мору у случају хаварије.

## Унутрашње уређење
Јахте су обично уређене према одговарајућим стандардима, али често и према жељама самог власника. Унутрашњост јахте може бити мала и скучена, али и врло пространа, зависно од њене величине. Све веће јахте имају салоне, спаваонице за власника, госта и посаду, кухињу, трпезарију, WC са купатилима итд.